# 1-я Башкирская стрелковая дивизия
1-я Башкирская стрелковая дивизия (1918—1919) — стрелковое формирование башкирских частей во время Гражданской войны и военной интервенции в России.

## История
Дивизия стрелков была сформирована по приказу Башкирского военного совета, от 13 августа 1918 года, как 1-я Башкирская пехотная дивизия в Верхнеуральском и Челябинском уездах. В состав дивизии вошли 2-й, 3-й и 5-й Башкирские пехотные полки.
1-я Башкирская стрелковая дивизия находилась в составе Народной армии, с сентября 1918 года — Башкирского отдельного корпуса.
В октябре 1918 года в состав дивизии вошли части расформированной 2-й Башкирской стрелковой дивизии: 1-й и 4-й Башкирские стрелковые полки, а в ноябре 1918 года — 6-й Башкирский стрелковый полк.
20 ноября 1918 года переименована в 10-ю Башкирскую стрелковую дивизию, в декабре 1918 года — 9-ю Башкирскую стрелковую дивизию, а 9 января 1919 года было возвращено прежнее наименование. 
С декабря 1918 года стрелковая дивизия находилась в составе Оренбургской отдельной армии, а по приказу командующего Башкирским войском А. А. Валидовым от 26 января 1919 года вошла в состав новообразованного Башкирского корпуса, за исключением 3-го Башкирского стрелкового полка. 5-й и 6-й Башкирские стрелковые полки вошли в состав 2-й Башкирской стрелковой дивизии.
В январе 1919 года в состав дивизии вошли два эскадрона 2-го Башкирского кавалерийского полка имени Г. С. Идельбаева. 
Полки дивизии вели бои на Екатеринбургском (июль—август 1918 года), Верхнеуральском (июль—август 1918 года), Орском (сентябрь 1918 года), Приволжском (октябрь 1918 года), Актюбинском (октябрь—ноябрь 1918 года), Стерлитамакском (декабрь 1918 года — февраль 1919 года) фронтах.
1-я Башкирская стрелковая дивизия была расформирована после перехода Башкирского Правительства и войска на сторону Советов.

## Начальники дивизии
Начальники дивизии (период времени):
- подполковник А. Х. Терегулов (с августа 1918 года);
- вр. и. о. Савельев (с сентября 1918 года);
- генерал-лейтенант Х. И. Ишбулатов (ноябрь 1918 года);
- генерал-майор Г. А. Савич-Заболоцкий (с ноября 1918 года);
- штабс-капитан А. Г. Ишмурзин (февраль 1919 года).

| Знаки отличия военнослужащих башкирских пехотных частей, принятых в августе 1918 года | Знаки отличия военнослужащих башкирских пехотных частей, принятых в августе 1918 года | Знаки отличия военнослужащих башкирских пехотных частей, принятых в августе 1918 года | Знаки отличия военнослужащих башкирских пехотных частей, принятых в августе 1918 года | Знаки отличия военнослужащих башкирских пехотных частей, принятых в августе 1918 года | Знаки отличия военнослужащих башкирских пехотных частей, принятых в августе 1918 года | Знаки отличия военнослужащих башкирских пехотных частей, принятых в августе 1918 года | Знаки отличия военнослужащих башкирских пехотных частей, принятых в августе 1918 года |
| Солдаты и младшие командиры                                                           | Солдаты и младшие командиры                                                           | Солдаты и младшие командиры                                                           | Солдаты и младшие командиры                                                           | Солдаты и младшие командиры                                                           | Солдаты и младшие командиры                                                           | Обер-офицеры                                                                          | Обер-офицеры                                                                          |
| ------------------------------------------------------------------------------------- | ------------------------------------------------------------------------------------- | ------------------------------------------------------------------------------------- | ------------------------------------------------------------------------------------- | ------------------------------------------------------------------------------------- | ------------------------------------------------------------------------------------- | ------------------------------------------------------------------------------------- | ------------------------------------------------------------------------------------- |
|                                                                                       |                                                                                       |                                                                                       |                                                                                       |                                                                                       |                                                                                       |                                                                                       |                                                                                       |
| Рядовой                                                                               | Ефрейтор                                                                              | Бомбардир                                                                             | Унтер-офицер                                                                          | Фельдфебель                                                                           | Подпрапорщик                                                                          | Прапорщик                                                                             | Подпоручик                                                                            |

| Обер-офицеры | Обер-офицеры  | Обер-офицеры | Штаб-офицеры и генералы | Штаб-офицеры и генералы | Штаб-офицеры и генералы | Штаб-офицеры и генералы | Штаб-офицеры и генералы |
| ------------ | ------------- | ------------ | ----------------------- | ----------------------- | ----------------------- | ----------------------- | ----------------------- |
|              |               |              |                         |                         |                         |                         |                         |
| Поручик      | Штабс-капитан | Капитан      | Подполковник            | Полковник               | Генерал-лейтенант       | Генерал-майор           | «Полный» генерал        |